# کیت وارن
کیت وارن (به انگلیسی: Kate Warne) متولد آمریکا (۱۸۳۳–۲۸ ژانویه، ۱۸۶۸) اولین کارآگاه زن، در سال ۱۸۵۶ میلادی، برای آژانس کارآگاهی پینکرتون در ایالات متحده فعالیت می‌کرد.

## پیش از جنگ داخلی آمریکا

### کارآگاهی اولیه: ۱۸۵۶–۱۸۶۱
در مورد کیت وارن قبل از کار در آژانس کارآگاهی آلن پینکرتون، اطلاعات بسیار کمی وجود دارد، به جز اینکه او در ارین، بخش کمونگ، شهر نیویورک به دنیا آمده و تا ۲۳ سالگی بیوه بوده است. پینکرتون در کتاب خود " جاسوس شورش" (۱۸۸۳) او را اینگونه توصیف کرد: 
 او با توانایی فرماندهی، کاملاً با برش و با فن بیان … یک زن لاغر، موی قهوه ای، برازنده در حرکات و متکی به نفس. ویژگی‌های او، اگر چه نمی‌توان او را خوش تیپ [زیبا] نامید، اما به‌طور قاطع از توانایی روشنفکری برخوردار بود … در چهره او صادق بود، که باعث می‌شد فرد در پریشانی به‌طور غریزی [sic] او را به عنوان محرم اسرار انتخاب کند. 
 وارن با دیدن آگهی در یک روزنامه محلی به آژانس کارآگاه پینکرتون رفت. وقتی به دفتر شیکاگو پینکرتون رفت، طبق سوابق شرکت پینکرتون، وی در ادامه آشنایی خود را شرح داد: 
 [او] هنگامی که متوجه شد کیت به دنبال کار در کادر اداری نیست شگفت زده شد، اما در واقع در حال پاسخ دادن به مراجعین تبلیغ شرکت در روزنامه شیکاگو برای استخدام کارآگاه بود. در آن زمان، چنین موردی تقریباً خارج از ذهن بود. پینکرتون گفت: "این کار عادی نیست که کارآگاهان زن را به کار بگیریم!" کیت نقطه نظرات خود را فصیحانه بیان کرد - خاطرنشان کرد که زنان در بسیاری از مکان‌ها می‌توانند برای کارهای مخفیانه مفید باشند که برای کارآگاهان مرد غیرممکن است. یک زن می‌تواند با همسران و دختران مظنونین به جنایت دوست شود و اطلاعات بدست آورد. مردان وقتی در اطراف زنانی هستند که آنها را تشویق می‌کنند به خود مباهات کنند، تبدیل به شکارچی می‌شوند. کیت همچنین خاطرنشان کرد، زنان دید خوبی برای جزئیات دارند و مشاهده‌گران بسیار خوبی هستند. 
 استدلال‌های وارن، پینکرتون را برآن داشت وارن را به عنوان اولین کارآگاه زن استخدام کند. پینکرتون خیلی زود فرصتی پیدا کرد تا وارن را امتحان کند. در سال ۱۸۵۸ میلادی، وارن درگیر پرونده اختلاس‌های شرکت آدامز اکسپرس بود، جایی که وی با موفقیت توانست خود را به همسر مظنون اصلی، آقای مارونی نزدیک کند. بدین ترتیب او شواهد ارزشمندی به دست آورد که منجر به محکومیت مارونی شد. آقای مارونی یک اکسپرسمنت ساکن در مونتگومری، آلاباما بود. مارونی‌ها ۵۰٫۰۰۰ دلار از شرکت آدامز اکسپرس دزدیدند. با کمک وارن، ۳۹۵۱۵ دلار پس‌انداز شد. آقای مارونی در مونتگومری، آلاباما محکوم و به ده سال زندان شد. در سال ۱۸۶۰ میلادی، آلن پینکرتون وارن را مسئول دفتر کارآگاهان زن خود کرد.

## طرح بالتیمور
در سال ۱۸۶۱، آلن پینکرتون توسط ساموئل اچ. فلتون، رئیس شرکت راه‌آهن فیلادلفیا، ویلمینگتون و بالتیمور به استخدام درآمد تا فعالیت تجزیه طلبان که تهدید کرده بودند به راه‌آهن مریلند خسارت می‌زنند را زیر نظر بگیرد. پینکرتون برای تحقیق در مورد این عملیات بالقوه با کمک مأمورین خود به نقاط مختلف مریلند رفت. با ادامه تحقیقات، پینکرتون متوجه شد که فعالیت خرابکاری در مریلند فقط به راه‌آهن ختم نمی‌شود: بلکه شامل آبراهام لینکلن، رئیس‌جمهور منتخب، نیز می‌باشد. پینکرتون اجازه‌نامه ادامه تحقیقات خود و تمرکز بر طرح ترور احتمالی را دریافت کرد. وارن یکی از ۵ مأموری بود که در ۳ فوریه ۱۸۶۱ به بالتیمور، مریلند اعزام شد تا به بررسی کانون فعالیت‌های جدایی طلبان بپردازد.

در جریان تحقیقات، از نقشه ترور لینکلن پرده برداشتند. این تحقیقات را با نام مستعار خانم چری و خانم ام. بارلی فعالیت‌های مشکوکی را در بین جدایی طلبان بالتیمور ردیابی کرد. این نتیجه تا حدودی از طریق کار مخفیانه وی به دست آمده بود: 
 [A] بانوی ثروتمند جنوبی با لهجه جنوبی غلیظ که ظاهراً خانم وارن است در اجتماعات جدایی طلبان منطقه بالتیمور نفوذ کرد، عملیات او در مکان‌هایی مانند هتل درجه یک بارونوم (هتل سیتی بارنوم)، که به عنوان یک "زیبای جنوبی " شناخته می‌شود و به سرعت نه تنها تأیید کرد که نقشه ای برای ترور لینکلن وجود دارد، بلکه جزئیات نحوه وقوع این ترور را نیز برملا ساخت. 
 پینکرتون مأمورهایی در سراسر مریلند داشت، اما این وارن بود که به‌طور خاص بسیاری از جزئیات اصلی را ارائه داد که باعث شد پینکرتون به این باور برسد که این عملیات قریب‌الوقوع است. وارن با جدایی طلبان در مریلند دوست شد و از آنها جزئیات زیادی دربارهٔ نقشه ترور لینکلن جمع‌آوری کرد.
رئیس‌جمهور منتخب آبراهام لینکلن با قطار از خانه خود در اسپرینگفیلد، ایلینویز به پایتخت سفر می‌کرد که قرار بود در این مسیر در شهرهای مهم توقف کند. برنامه منتشر شده وی نشان داد که آخرین توقف لینکلن از هریسبورگ، پنسیلوانیا، به واشینگتن، دی سی انجام می‌شود که به دلیل ساختار سیستم ریلی، تمام قطارهای جنوب غربی نیاز به انتقال در بالتیمور، مریلند داشتند. ایستگاه مرزی شمالی در خیابان کالورت به پایان رسید و ایستگاه قطار جنوب غربی در خیابان کامدن (اکنون ایستگاه کامدن یاردز) آغاز می‌شد. مسافت بین این دو ایستگاه حدود یک مایل بود که باید با یک کالسکه سواری طی می‌شد.

طرح جدایی طلبان برای کشتن لینکلن این بود: 
 دقیقاً همان‌طور که آقای لینکلن در حال عبور از دالان باریک انبار در ایستگاه کالورو به خیابان بود تا وارد کالسکه خود شود. یک نزاع ساختگی درست می‌شود تا پلیس‌ها برای کنترل آن درگیر شوند، و معدود پلیس مانده نیز به کمک آنها برند، بنابراین آقای لینکلن کاملاً بی محافظت می‌ماند و اوباش جدایی طلب او را محاصره و خواهند کشت. یک کشتی بخار کوچک اجاره شده و در یکی از اسکله‌های کوچک آماده بود تا بر اساس مدارک جعلی آن به سمت خلیج چساپیک، حرکت کند و قاتلان بلافاصله پس از ترور، سوار آن شده و به ویرجینیا بروند. 
 پس از برملا شدن بخش‌های این طرح پیچیده، پینکرتون به کیت وارن دستور داد تا صبح روز ۱۸ فوریه با قطار ۵:۱۰ عصر به نیویورک برود. در آنجا، قرار بود با نورمن بی جود جلسه‌ای داشته باشد و نامه‌ای از پینکرتون را به وی بدهد که در آن جزئیات کشف شده طرح این ترور را شرح می‌داد. جود پس از دریافت جزئیات نقشه بالتیمور از وارن، جلسه ای بین پینکرتون و لینکلن در تاریخ ۲۱ فوریه ترتیب داد. در این جلسه، لینکلن به وجود طرح ترور شک داشت البته در نظر داشت اگر چنین نقشه ای وجود داشته باشد باید جدی گرفته شود.
با این حال، یک منبع مستقل دوم این طرح را از طریق فردریک دبلیو سوارد، فرزند ویلیام اچ سیوارد (وزیر امور خارجه منصوب) تأیید کرد. پس از آن، لینکلن موافقت کرد که طرح ترور به اندازه کافی قابل قبول است تا اقدام کند. لینکلن تصمیم گرفت از خطر تا جای ممکن دوری کند. با این حال، وی با لغو هیچ‌یک از برنامه‌های برنامه‌ریزی شده قبلی خود در هریسبورگ موافقت ننمود. دستور کار وی شامل: سه سخنرانی، برافراشتن پرچم آمریکا در تالار استقلال و حضور در یک شام پرشور بود.
برنامه قطارها به گونه‌ای تغییر داده شد که به لینکلن اجازه دهد تا برنامه‌های از پیش تعیین شده خود را در هریسبورگ انجام دهد. تا ساعت ۵:۴۵ شب هیچ تغییری در برنامه وی وجود داشت. جان جورج نیکولای، منشی خصوصی لینکلن، هنگام شام با بهانه‌ای رئیس‌جمهور را از سالن خارج کرد. سپس لینکلن یک دست لباس مسافرتی و یک کلاه نمدی نرم پوشید. او یک شال را بر روی یک بازوی خود انداخت تا نقش یک فرد دوره‌گرد را بازی کند. در همین حال، پینکرتون خطوط تلگراف را قطع کرد تا از هرگونه آگاهی رسانی از تغییر در برنامه سفر لینکلن جلوگیری کند. در ایستگاه، وارن به همراه پینکرتون در قسمت عقب اتومبیل نشستند جایی که لینکن در محلی که از قبل آماده شده بود دراز کشیده بود، ورد هیل لامون هم او را همراهی می‌کرد. در این هنگام وارن با صدای بلند به لینکلن خوش آمد درست مانند برادر واقعی‌اش. 
لینکلن در شبهای ۲۲ تا ۲۳ فوریه از هریسبورگ، با قطار ویژه پنسیلوانیا به فیلادلفیا رفت. از فیلادلفیا، با قطار ویژه فیلادلفیا، ویلمینگتون و بالتیمور به بالتیمور رفت. گفته می‌شود که کیت وارن در سفر یک شبه از پنسیلوانیا به واشینگتن دی سی پلک به هم نزد و یک لحظه هم نخوابید. اعتقاد بر این است که پینکرتون به دلیل محافظت وارن از لینکلن در آن شب، شعار آژانس خود را به «ما هرگز نمی‌خوابیم» تغییر داد. وارن در نافرجامی طرح ترور بالتیمور نقش اساسی داشت - نه تنها به کشف جزئیات آن کمک کرد، بلکه وی بیشتر اقدامات را برای حرکت مخفیانه لینکلن به واشینگتن نیز انجام داد، وی اطلاعات کلیدی را بدست آورد و جلسات را ترتیب داد و همچنین چهار مورد لازم را نیز تأمین کرد. کوپه در قطاری که از فیلادلفیا خارج می‌شود به بهانه اینکه این کوپه برای برادر بیمار و اعضای خانواده وی است. اندکی قبل از ساعت ۱۱ عصر از قطار پیاده شد و حدود ساعت ۳:۳۰ به بالتیمور رسید ۲۳ فوریه وارن، اتومبیل با جای اختفا برای لینکلن را به یک قطار دیگر که به سمت واشینگتن رساند و حدود ۶ صبح وارد واشینگتن شدند.

## جنگ داخلی: کار اطلاعاتی برای اتحادیه، ۱۸۶۱–۱۸۶۵

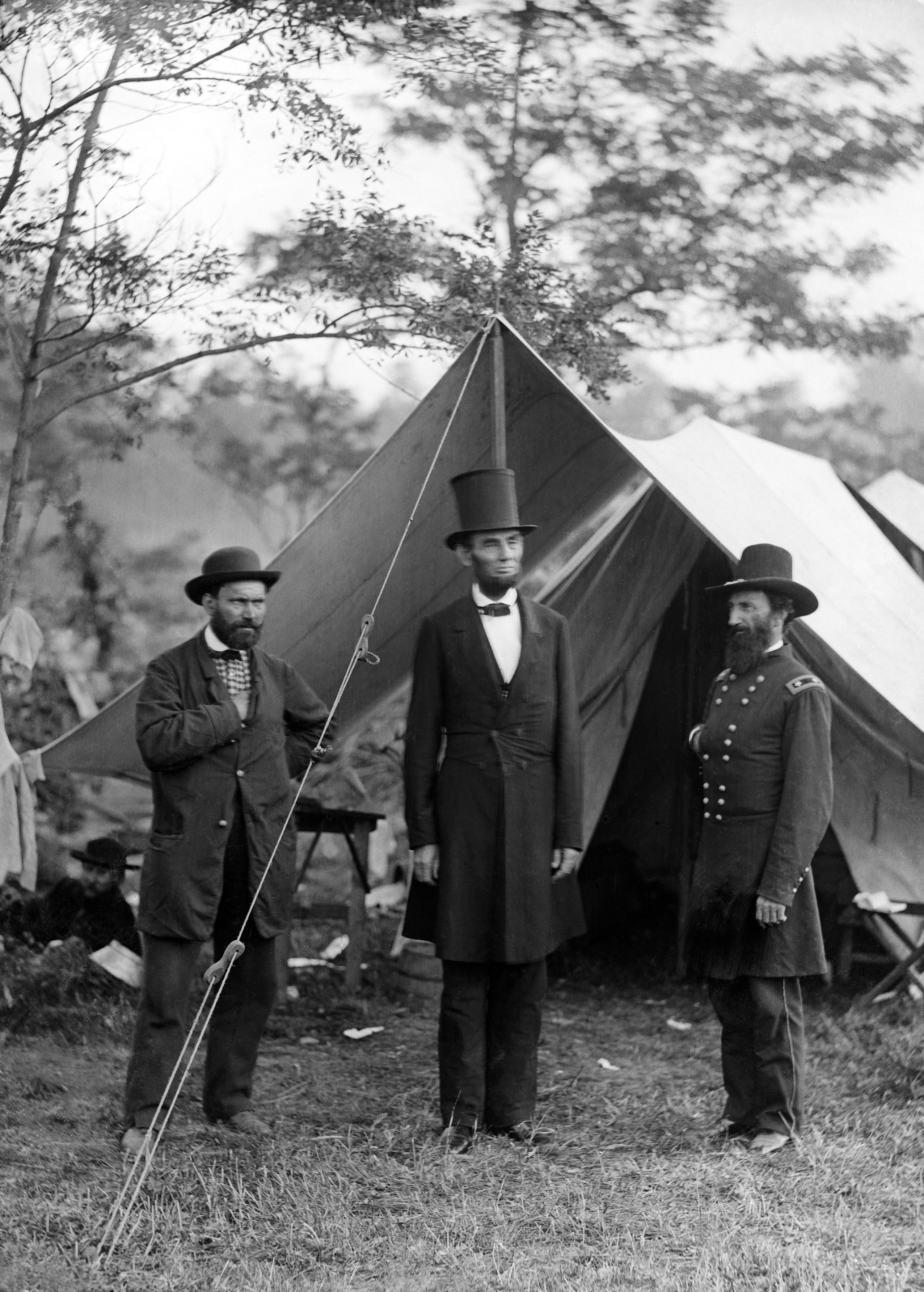
در طول جنگ داخلی آمریکا ، کیت وارن با رئیس خود، آلن پینکرتون، برای دیدار با ژنرال جورج بی. مک کلان در بخش اوهایو سفر کرد. این عکس پینکرتون و رئیس‌جمهور لینکلن را در نبرد آنتی تام در سال ۱۸۶۲ نشان می‌دهد.

در طول جنگ داخلی آمریکا، آلن پینکرتون و کیت وارن در یک سازمان دولتی جمع‌آوری اطلاعات نظامی مخفی جنگ مورد استفاده قرار گرفتند. وارن به راحتی می‌توانست در جمع جنوبیها نفوذ کند. وی می‌گفت: زنان در بسیاری موارد برای بدست آوردن اسراری مفید هستند که برای یک کارآگاه مرد غیرممکن است. به اعتقاد وی معشوقه پینکرتون بودن برای وارن در حالت عملیات مخفی بسیار مفیدتر از همسر او بودن بوده است. او همچنین مجموعه ای از اسامی مستعار: کی وارن، کی وارن، کی وارن، کیت وارن، کیت وارن، کیت وارن، کیتی وارن، کیتی وارن، کیتی وارن، کیتی وارن، کیتی وارن و کیتی وارن را در اختیار داشت. وارن به رابرت پینکرتون، برادر آلن، به «کیتی» معروف بود. رابرت پینکرتون اغلب با وارن بحث می‌کرد که هزینه‌هایی که به آژانس تحویل داده می‌شود، اما رابطه وی با آلن سالها ادامه داشت. 
کیت وارن پس از تلاش برای ترور در مورد رئیس‌جمهور منتخب ابراهیم لینکلن، سفر خود را با آلن پینکرتون به عنوان سرپرست کارآگاهان زن ادامه داد. در ۱۲ آوریل ۱۸۶۱، توپ‌های کنفدراسیون ایالات متحده آمریکا در چارلستون شروع به شلیک به فورت سامر کرد. این پوسته‌های توپ نشانه آغاز جنگ داخلی آمریکا بود. در مدت نه روز، پینکرتون به رئیس‌جمهور لینکلن نوشت که خدمات آژانس کارآگاه ملی پینکرتون را ارائه می‌دهد. با این حال، قبل از اینکه لینکلن بتواند پاسخ دهد، سرلشکر جورج م. کلکلان از پینکرتون خواست تا برای فرماندهی مک کلان یک سرویس اطلاعاتی نظامی راه‌اندازی کند. بنابراین، تا اواخر ژوئیه سال ۱۸۶۱، پینکرتون وارن، تیموتی وبرستر و بعداً جورج بانگ غربی را به منظور ایجاد یک دفتر مرکزی در سینسیناتی، اوهایو گرفت و برای دنبال کردن بخش مک کلان در اوهایو (همچنین به سینکیناتی در جنگ داخلی مراجعه کنید).

## جنگ پس از جنگ: جاسوسی ادامه، ۱۸۶۵–۱۸۶۵
پس از جنگ داخلی، کیت وارن روی پرونده‌های مختلفی با مشخصات بالا کار کرد. یکی از این موارد مربوط به قتل یک بانک دار، جورج گوردون بود. قاتل با ۱۳۰ هزار دلار فرار کرد. پینکرتون تصمیم گرفت که گوردون برای یک دوست یا کسی که به بانک مکرر می‌کند وقتی که با ضربه ای به گوش پشت گوش با چکش به قصد قتل هر شاهد این سرقت ضربه می‌زند، پول جمع می‌کند. از طریق تحقیقات وی، پینکرتون احساس اطمینان کرد که مظنون اصلی وی، الکساندر پی. خشکسال، در واقع گوردون را به قتل رسانده است. با این حال، در این مرحله او شواهد سخت کافی برای محکوم کردن Drysdale نداشت. خیلی زیاد هنوز مبتنی بر حدس و گمان بود؛ بنابراین، او دام را برای Drysdale قرار داد تا او اعتراف کند. Warne به عنوان یک خانم تحت پوشش فرستاده شد. پاتر و با همسر آقای درودزیل دوست نزدیک شد. از طریق این طرح، آنها توانستند کشف کنند که درهای جنگل پول‌های سرقت شده را در کجا مخفی کرده است.
مورد دیگری که کیت وارن مخفیانه آن را پنهان کرد، توسط یک کاپیتان سومر مطرح شد، که متقاعد شد که خواهر او، خانم آنی تایر و آقای پاتمو در تلاش بودند که خانم را مسموم کنند. پاتمور و خودش. وارن نام لوسیل را برعهده گرفت و نقش یک شخص ثروتمند را به عهده گرفت تا اطلاعات را از محرمان قاتل مظنون به فریب دهد. در این میان، او همچنین به‌طور مداوم با سایر کارآگاهان زن پینکرتون در آژانس هماهنگ می‌کرد. پینکرتون فضایی را برای وارن اجاره داد تا به عنوان بخشی از دست او فعالیت کند. آلن پینکرتون کیت وارن را یکی از پنج کارآگاه بهترین کارآزمایی قرار داد. اشتغال وی توسط پینکرتون لحظه مهمی در تاریخ زن بود. زنان تا سال ۱۸۹۱ مجاز به عضویت در نیروی پلیس نبودند و تا سال ۱۹۱۰ نمی‌توانند افسران باشند. پینکرتون به‌طور خاص از کیت وارن و تیموتی و وبستر در خاطرات خود تشکر کرد. هر دو وارن و وبستر در جریان تحقیقات بالتیمور پلات عامل اصلی بودند. وارن در مورد همه کارهایش هنگام دور بودن از دفتر به پینکرتون گفت و آنها در طول دوره تصدی خود، در موارد متعدد، با هم کار کردند. پینکرتون دائماً اعتماد به نفس عمیقی به کارهایی که وارن انجام داده و در خاطرات خود از این امر می‌پذیرد، نشان داد. وی مسئولیت دفتر کارآگاهان زن تأسیس شده توسط پینکرتون، عنوان وی سرپرست نمایندگان زن بود.

## خاکسپاری
وارن در مقبره خانواده پینکرتون در گورستان گراکلند، شیکاگو، ایلینویز به خاک سپرده شد. سنگ قبر او با نام خانوادگی اشتباه "Warn" ساخته شده است، و نشان می‌دهد که وی در اثر «احتقان ریه‌ها» درگذشته است.

## در فرهنگ عامه
کیت وارن به عنوان کارآگاه جوان در مجموعه تلویزیونی کانادایی The Pinkertons با بازی مارتا مک‌آیزاک به تصویر کشیده شد.

## برای مطالعهٔ بیشتر
- Stashower، دیوید، ۲۰۱۳. ساعت خطر: نقشه مخفی برای قتل لینکلن قبل از جنگ داخلی، کتابهای مینوتور، نیویورک. شابک ‎۹۷۸۰۳۱۲۶۰۰۲۲۸ شابک 9780312600228.
- هانیگان، کیت، ۲۰۱۵. دستیار کارآگاه، کتابهای کوچک و قهوه ای برای خوانندگان جوان، نیویورک؛ شابک ‎۹۷۸۰۳۱۶۴۰۳۵۱۱. داستان‌های تاریخی مبتنی بر پرونده‌های کیت وارن.
- Pinkerton, Allan (1900). The Somnambulist and the Detective: The Murderer and the Fortune Teller. Dillingham. Retrieved 2015-04-26.
- Pinkerton, Allan (1885). The Spy of the Rebellion: Being a True History of the Spy System of the United States Army During the Late Rebellion. Revealing Many Secrets of the War Hitherto Not Made Public. Compiled from Official Reports Prepared for President Lincoln, General McClellan and the Provost-Marshal-General. M.A. Winter & Company, Publishers. Retrieved 2015-04-26.
- Crowdy, Terry (2006). The Enemy Within: A History of Espionage. Osprey Publishing. p. 165. ISBN 978-1-84176-933-2. Retrieved 2015-04-26.  Crowdy, Terry (2006). The Enemy Within: A History of Espionage. Osprey Publishing. p. 165. ISBN 978-1-84176-933-2. Retrieved 2015-04-26.  Crowdy, Terry (2006). The Enemy Within: A History of Espionage. Osprey Publishing. p. 165. ISBN 978-1-84176-933-2. Retrieved 2015-04-26.
- کیت وارن در وبگاه قبریاب